# Blindcrake Isel and Redmaine
Blindcrake Isel and Redmaine var en civil parish 1866–1934 när det uppgick i Blindcrake, i grevskapet Cumbria i England. Parish var belägen 6 km från Cockermouth och hade 233 invånare år 1931. Det inkluderade Blindcrake, Isel och Redmaine.